# Alashan vapiti
Az Alashan vapiti (Cervus canadensis alashanicus) az emlősök (Mammalia) osztályának párosujjú patások (Artiodactyla) rendjébe, ezen belül a szarvasfélék (Cervidae) családjába tartozó vapiti (Cervus canadensis) egyik ázsiai alfaja.

## Előfordulása
Az Alashan vapiti Kína Alxa, Kanszu és Sanhszi tartományaiban és Mongólia délkeleti részén élő iszubraszarvas állományait képezi. A legújabb mitokondriális DNS vizsgálat után az Alashan vapitit többet nem tekintik külön alfajnak, hanem iszubraszarvas változatának.

## Megjelenése
Az összes vapiti közül, ez az állat a legkisebb testű és legvilágosabb színű. A Cervus canadensis merriami mellett, ezt a vapitit tanulmányozták a legkevesebbet.